# 及川健
及川 健（おいかわ けん、2月10日 -）は、千葉県出身の日本の俳優である。本名は同じ。血液型はA型、星座はみずがめ座。身長159cm。趣味は絵画・球技全般、特技はグラフィックデザイン、ダンス。CUBE所属。劇団Studio Life（スタジオライフ）に籍をいている。

## 人物・経歴
- 学校でデザインの勉強をし、グラフィックデザイナーとして働いた後、脱サラして俳優養成所に入る。
- 養成所の公演において、劇団スタジオライフの倉田淳に見出されて、スタジオライフ公演「トーマの心臓」に客演として出演する。その後、スタジオライフに正式に入団し、以後、劇団の看板役者の一人として、小柄で華奢な体格と可愛らしい笑顔から、主に女性役、美少年役を中心に演じている。近年はスタジオライフ公演以外の出演も多く、男役も積極的にこなしている。
- また、2006年には新納慎也と東京會舘において初のトークショーを行った。

## 主な出演作品

### 舞台(スタジオライフ公演を除く)
- 「ダブリンの鐘つきカビ人間」（パルコ・リコモーション提携公演、2002年・2005年）嘘吐き天使 役
- 「イーストウィックの魔女たち」（2005年）フィデル 役
- 怪談狂言「耳なし芳一」 〜小泉八雲没後100年記念
- 「天守物語」（泉鏡花原作/野村万乃丞演出、セルリアンタワー能楽堂）
- 「LOOT 〜薔薇と棺桶〜」（2006年）
- 「ROCK'N JAM MUSICAL II」（2006年）
- 「烏賊ホテル」（2006年、俳優座劇場）
- 「丹波屋物語」（2006年）
- 「イーストウィックの魔女たち」再演（2007年、帝国劇場）フィデル 役
- 「森は生きている」（2007年、シアター1010）
- 赤坂RED/THEATERプロデュース「絢爛とか爛漫とか」（2007年）
- 「ROCK'N JAM MUSICAL II」再演（2007年、シアター1010）
- 本格文學朗読劇「極上文學」『Kの昇天〜或はKの溺死〜』（2014年、全労済ホール スペース・ゼロ）主人公 役

### Studio Life公演
- 「トーマの心臓」（萩尾望都原作）アンテ 役（1999年） / エーリク 役（2003年）
- 「訪問者」（萩尾望都原作）
- 「ヴェニスに死す」（トーマス・マン原作）
- 「死の泉」（皆川博子原作、1999年、青山円形劇場）ミヒャエル 役
- 「桜の園」（アントン・チェーホフ原作）シャルロッタ 役
- 「黒いチューリップ」（アレクサンドル・デュマ原作）
- 「Sons」（三原順原作、2001年、シアターサンモール）トマス 役
- 「歓びの娘　鑑定医シャルル」（藤本ひとみ原作）
- 「MOON CHILD 〜月の子〜」（清水玲子原作、2003年）ベンジャミン 役
- 「DRACULA」（ブラム・ストーカー原作、2004年・2006年）ミナ 役、他
- 「ドリアン・グレイの肖像」（オスカー・ワイルド原作）
- 「パサジェルカ　女船客〜秘した旅路が手招く旅路〜」（THEATRE1010開館記念公演、2004年）マルタ（アウシュビッツの囚人） 役
- 「OZ 〜オズ〜」（樹なつみ原作）
- 「白夜行　第1部」（東野圭吾原作、2005年）唐沢雪穂 役
- 「ヴァンパイア・レジェンド」（ジョセフ・シェリダン・レ・ファニュ原作、2006年）ゼーリヒ 役

### テレビ
- 「ポリャンスキーの脳〜真実のSF〜」（CX）
- 「サイコドクター」（2002年、NTV）レギュラー　忍 役
- 「リモート」 第8話（NTV）山田茂 役
- 「警視庁捜査一課9係」 第7話（ANB）

### CM
- スーパーファミコンソフト「豪血寺一族」

### 雑誌
- 「Look at star」（TV LIFE別冊）　エッセイ「KEN PRESS for LOOK at STAR!」 ※現在は連載終了

### その他
- 「及川健 vs 新納慎也　トーク&ライブ」（2006年、東京會館トークサロン）